# Пітон тигровий
Пітон тигровий (Python molurus) — неотруйна змія з роду пітон родини пітони. Інша назва «індійський пітон».

## Опис
Загальна довжина сягає 8 м. Голова дещо пласка, майже трикутної форми, морда загострена. Тулуб стрункий та кремезний. На світло-коричневому або жовтуватому тлі тулуба розташовано рядок великих плям червонувато-бурого кольору неправильної чотирикутної форми, з'єднаних перемичками, що створює ефектний «килимовий» малюнок. З боків тулуба тягнуться два рядки невеликих темних плям.
Зустрічається кілька кольорових форм:
— «Albino» — альбіносна форма з білим або дещо жовтуватим основним фоном й плямами лимонно-жовтого або помаранчевого кольору, очі червоні.
— «Green» — рецесивна колірна мутація; забарвлення оливково-жовте або зеленувато-коричневе з темною поздовжньої смугою по хребту.

## Спосіб життя
Полюбляє розріджені ліси, кам'янисті низькогір'я, порослі чагарником, часто по берегах водойм. Гарно лазить по деревах, добре плаває та пірнає. Зустрічається на висоті до 2000 м над рівнем моря. Активний уночі. Харчується ссавцями, гризунами, мавпами, птахами, іноді леопардами й шакалами.
Це яйцекладна змія. Самиця відкладає від 8 до 100 яєць. Зафіксовані випадки партеногенезу. Через 2 місяці з'являються молоді пітони. Зафіксовані трагічні випадки нападу на людей.

## Розповсюдження
Діапазон поширення: Пакистан, Індія, Бангладеш, Непал, Шрі-Ланка, Індокитай.